# In un certo qual modo
In un certo qual modo è un singolo del rapper italiano Ghemon, pubblicato il 18 febbraio 2020 come secondo estratto dal sesto album in studio Scritto nelle stelle.

## Video musicale
Il videoclip, diretto da Enea Colombi, è stato pubblicato il 24 febbraio 2020 sul canale Vevo-YouTube del rapper. Nel video Ghemon ricopre il ruolo di terapeuta di coppia, esperto di relazioni sentimentali.

## Tracce
Testi di Giovanni Luca Picariello, Claudio La Rocca e Sup Nasa.
1. In un certo qual modo – 3:35